# Park Hill (Oklahoma)
Park Hill es un lugar designado por el censo ubicado en el condado de Cherokee en el estado estadounidense de Oklahoma. En el Censo de 2010 tenía una población de 3909 habitantes y una densidad poblacional de 69,56 personas por km².

## Geografía
Park Hill se encuentra ubicado en las coordenadas 35°51′17″N 94°57′10″O / 35.85472, -94.95278. Según la Oficina del Censo de los Estados Unidos, Park Hill tiene una superficie total de 90.44 km², de la cual 89.1 km² corresponden a tierra firme y (1.48%) 1.34 km² es agua.

## Demografía
Según el censo de 2010, había 3909 personas residiendo en Park Hill. La densidad de población era de 69,56 hab./km². De los 3909 habitantes, Park Hill estaba compuesto por el 43.39% blancos, el 1.33% eran afroamericanos, el 40.29% eran amerindios, el 0.05% eran asiáticos, el 0.1% eran isleños del Pacífico, el 3.99% eran de otras razas y el 10.85% pertenecían a dos o más razas. Del total de la población el 6.91% eran hispanos o latinos de cualquier raza.